# Мотуз, Сергей Николаевич
Сергей Николаевич Мотуз (20 июля 1957—2000, Grand Case, Сен-Мартен, Франция) — советский футболист, полузащитник.

## Биография
Карьеру начал в днепропетровском «Днепре». В 1975—1977 годах играл за дубль. В высшей лиге дебютировал 1 июля 1977 — в гостевом матче с «Динамо» Тбилиси (1:5) вышел на замену на 63-й минуте. За четыре следующих сезона (1978, 1981 в высшей лиге, 1979—1980 — в первой) сыграл 132 матча, забил три гола. В 1982 году сыграл шесть матчей и оказался в команде первой лиги «Колос» Никополь — один гол в четырёх играх. В 1983—1985 годах сыграл 74 игры, забил 9 мячей в высшей лиге в составе харьковского «Металлиста». С 1986 года играл в команде второй лиги «Кривбасс» Кривой Рог. В первом матче 1989 года против тернопольской «Нивы» забил четыре гола, сыграл ещё два матча и был отчислен из команды за нарушение спортивного режима. В 1990 году вернулся в команду, выступавшую во второй низшей лиге, но провёл только пять матчей, после чего на профессиональном уровне не выступал.
Финалист Кубка СССР 1983.
Скончался в 2000 году в городке Grand Case, Сен-Мартен, Франция.
Сын Сергей также был футболистом.